# 华盛顿广场站
华盛顿广场站（英語：Washington Sq. station）是位于马萨诸塞州布鲁克莱恩的无障碍地面轻轨站，轻轨绿线C支线在此站停靠。车站位于华盛顿广场内灯塔街道路中央分隔带中。根据2011年统计，华盛顿广场站的繁忙程度在所有C支线地面车站中排名第四，工作日平均每天有1091人在此登车。2002年，车站翻新改造，将车站站台略微升高，方便轮椅登车，改善了无障碍环境。

## 车站结构
| G 街道/站台层 | 侧式站台，右侧开门 | 侧式站台，右侧开门            |
| G 街道/站台层 | 出城               | 往克利夫兰环岛 （塔潘街）     |
| G 街道/站台层 | 入城               | 往波士顿北站 （费尔班克斯街） |
| G 街道/站台层 | 侧式站台，右侧开门 |                               |